# Giuseppe Triani
Giuseppe Triani (Modena, 13 ottobre 1842 – Modena, 24 aprile 1917) è stato un magistrato, avvocato e politico italiano.

## Biografia
Dopo un periodo di esercizio della professione forense a Modena sale in cattedra nella stessa città, inizialmente come sostituto nelle materie di economia politica e diritto internazionale. A partire dal 1871 lascia la professione e si dedica esclusivamente all'insegnamento, libero docente e titolare di procedura penale e ordinamento giudiziario sempre a Modena, università di cui è stato anche rettore e città in cui ha ricoperto le cariche di consigliere comunale, assessore e sindaco. Deputato per una sola legislatura, nel 1882, viene nominato senatore a vita nel 1913.